# Fabian Ware
Sir Fabian Arthur Goulstone Ware (Bristol, 17 giugno 1869 – Amberley, 29 aprile 1949) è stato un generale e giornalista inglese.

## Carriera
Frequentò l'Università di Londra e di Parigi. Ha poi trascorso dieci anni come un supplente presso diverse scuole secondarie e come esaminatore occasionale per la Civil Service Commission e ispettore del Schools to the Board of Education.
Nel 1899 iniziò a scrivere articoli per il Morning Post. Egli divenne il rappresentante del Committee of the Royal British Commission presso l'esposizione universale (1900). Ha poi ottenuto un lavoro come assistente all'educazione nel Transvaal, dove due anni dopo fu promosso a direttore dell'educazione per il Transvaal e per il Orange River Colony.
Poco dopo fu nominato direttore della pubblica istruzione del consiglio legislativo di Transvaal sotto visconte Milner. Ritorno in Gran Bretagna nel 1905, è stato nominato redattore della Morning Post, dove rimase fino al 1911, quando è diventato direttore di Rio Tinto Limited.

### Prima guerra mondiale
Allo scoppio della prima guerra mondiale nell'agosto 1914 egli tentò di arruolarsi nell'esercito britannico, ma venne respinto perché era troppo vecchio, e così con l'aiuto di Lord Milner, ottenne il comando di un'unità di un'ambulanza mobile fornita dalla British Red Cross Society.
Fu presto colpito dalla mancanza di un meccanismo ufficiale per la marcatura e della registrazione delle tombe dei caduti, perciò fondò un'organizzazione per fare questo, e nel 1915 egli e la sua organizzazione sono stati trasferiti dalla croce rossa all'esercito.
Mentre la guerra continuava, Ware divenne preoccupato per la sorte delle tombe dopo la guerra. Con l'aiuto di Edoardo, principe di Galles, nel 1917, ha presentato un memorandum in materia. Il 21 maggio 1917, venne creata la commissione imperiale delle tombe di guerra, con il principe del Galles come Presidente e Ware come vice presidente, un ruolo che Ware mantenne fino al suo ritiro nel 1948.
Nel 1937 pubblicò un conto del lavoro della Commissione chiamato The Immortal Heritage. Allo scoppio della seconda guerra mondiale venne nominato direttore della registrazione delle tombe e richieste di informazioni presso l'ufficio di guerra, pur continuando nella sua veste di vicepresidente della Commissione.

## Morte
Morì il 29 aprile 1949, nella sua casa a Amberley, nel Gloucestershire.